# Cuchilla de Peralta
Cuchilla de Peralta ist eine Ortschaft in Uruguay.

## Geographie
Cuchilla de Peralta befindet sich auf dem Gebiet des Departamento Tacuarembó in dessen Sektor 11 in der gleichnamigen Hügelkette. Nächstgelegene Ansiedlung im Nordosten ist Achar.

## Infrastruktur
Durch den Ort führt die Ruta 5.

## Einwohner
Die Einwohnerzahl von Cuchilla de Peralta beträgt 218 (Stand: 2011), davon 117 männliche und 101 weibliche. Für die Volkszählungen 1963, 1975 und 1985 sind beim Instituto Nacional de Estadística de Uruguay keine Daten erfasst worden.
| Jahr | Einwohner |
| ---- | --------- |
| 1963 | -         |
| 1975 | -         |
| 1985 | -         |
| 1996 | 264       |
| 2004 | 296       |
| 2011 | 218       |

Quelle: Instituto Nacional de Estadística de Uruguay